# Cucullia infernalis
Cucullia infernalis är en fjärilsart som beskrevs av Charles Boursin 1942. Cucullia infernalis ingår i släktet Cucullia och familjen nattflyn. Inga underarter finns listade i Catalogue of Life.